# Zakir Baghirov (ministro)
Zakir Nariman oglu Baghirov (en azerí: Zakir Nəriman oğlu Bağırov; Shusha, 21 de diciembre de 1929 – Bakú, 31 de marzo de 1989) fue Ministro de Cultura de RSS de Azerbaiyán entre los años 1971 y 1989, diputado del Sóviet Supremo de la República Socialista Soviética de Azerbaiyán.

## Biografía
Zakir Baghirov nació el 21 de diciembre de 1929 en la ciudad de Shusha.
Estudió en el Instituto de Aviación de Moscú. En 1953 se graduó de la Universidad Estatal de Bakú. Continuó su educación en la escuela de posgrado del Instituto de Filosofía de la Academia de Ciencias de Rusia. Después de graduarse del instituto regresó a Bakú y fue nombrado jefe del departamento de filosofía de la Academia Nacional de Ciencias de Azerbaiyán.
Zakir Baghirov fue ministro de Cultura de RSS de Azerbaiyán entre los años 1971 y 1989. Durante su mandato se construyó la escuela de Coreografía de Bakú, se estableció el Teatro Estatal de la Canción, se abrieron las casas-museo de Uzeyir Hajibeyov, Samad Vurgun y Yafar Yabbarlí, y se estableció el equipo de circo de Azerbaiyán.
Zakir Baghirov falleció el 31 de marzo de 1989 en Bakú.

## Premios y títulos
- Orden de la Bandera Roja del Trabajo
- Orden de la Amistad de los Pueblos